# Горелец (Пуховичский район)
Горелец (бел. Гарэ́лец) — агрогородок в Пуховичском районе Минской области Республики Беларусь. В составе Новосёлковского сельсовета.

## География
Расположен в 22 км на юго-запад от Марьиной Горки, 71 км от Минска.

### Гидрография
Река Птичь.

## История

### Ранняя история
В 1588 году село, шляхетская собственность в Минском повете Минского воеводства Великого Княжества Литовского. Было в собственности Радзивиллов.
В результате второго раздела Речи Посполитой 1793 года территория оказалась в составе Российской империи, в Игуменском уезде Минской губернии. В 1800 году были трактир, 2 мельницы, церковь, имение князя Доминика Иеронима Радзивилла. В результате брака дочери Доминика Иеронима, Стефании, Горелец перешел к Витгенштейнам. В 1854 году собственность князя Петра Витгенштейна.
После 1861 года в Цитвянской волости Игуменского уезда Минской губернии. Согласно переписи 1897 года были одноимённые село, имение и урочище, в селе был хлебозапасный магазин. В 1912 году открыто земское народное училище.

### Новейшее время
С конца февраля 1918 года территория оккупирована войсками Германской империи. 25 марта 1918 года согласно Третьей Уставной грамоте волость провозглашена частью Белорусской Народной Республики. В декабре 1918 года занята Красной Армией, с 1 января 1919 года в соответствии с постановлением I съезда КП(б) Беларуси она вошла в состав Советской Белоруссии, с 27 февраля 1919 года — в ЛитБел ССР. Во время польско-советской войны в августе 1919—июле 1920 годов под оккупацией Польши (Минский округ ГУУЗ).
С 31 июля 1920 года в Белорусской ССР. Имение национализировано. На базе училища была создана трудовая школа I степени, в которой в 1922 году было 24 ученика. С 1924 года до 1939 года и с 1954 года центр Горелецкого сельсовета.
В начале 1930-х годов проведена коллективизация, создан колхоз «Новый Горелец», была кузница.
Во Вторую мировую войну с конца июня 1941 года до 3 июля 1944 года под оккупацией Германии. 7 ноября 1942 года в деревне с Горелец по случаю годовщины Октябрьской революции состоялся парад советских партизан. Устроили парад члены 2-й Минской партизанской бригады. Участвовало в параде около 1200 человек: кроме партизан, присутствовали жители деревень Горелец, Песчанка, Липск. Работала радиоустановка, вышел 1-й номер газеты Руденского подпольного райкома партии «В бой за Родину», о параде также написали московские газеты. После парада немецкие войска провели операцию «Альберт II» в районе деревни Горелец. Были сожжены 6 деревень: Горелец, Липники, Песчанки, Янка Купала, Липск, Ржище. После войны деревня восстановлена.
До 29 июня 2006 года деревня входила в состав и была центром Горелецкого сельсовета.
В 2011 году деревня Горелец преобразована в агрогородок.

## Население

### Численность
- 2019 год — 270 жителей

### Динамика
- 1800 год — 38 дворов, 415 жителей
- 1897 год — село, 62 дворов, 362 жителей; имение, 13 жителей; урочище, 7 жителей
- 1908 год — 76 дворов, 440 жителей; имение, 1 двор, 5 жителей
- 1917 год — 82 дворов, 581 жителей; имение, 1 двор, 7 жителей
- 1960 год — 482 жителей
- 1970 год — 113 дворов, 441 жителей
- 1996 год — 409 жителей, 148 дворов[6]
- 2002 год —133 дворов, 357 жителей
- 2009 год — 287 жителей (перепись населения)[7]
- 2019 год — 270 жителей (перепись населения)

## Улицы
- Переулок Колхозный
- Переулок Полевой
- Площадь Слава
- Улица Молодёжная
- Улица Новая
- Улица Площадь Славы

## Инфраструктура
Торговые объекты, отделение связи, механические мастерские, базовая школа, библиотека, Дом культуры, фельдшерско-акушерский пункт.

## Культура
- Музей «Партизанская Слава» — филиал ГУ «Пуховичский районный краеведческий музей» с картинной галереей

## Достопримечательность
- Братская могила советских воинов и партизан (1941—1944) —  Историко-культурная ценность Республики Беларусь, шифр 613Д000510.
- Памятник погибшим землякам[8].

## Галерея

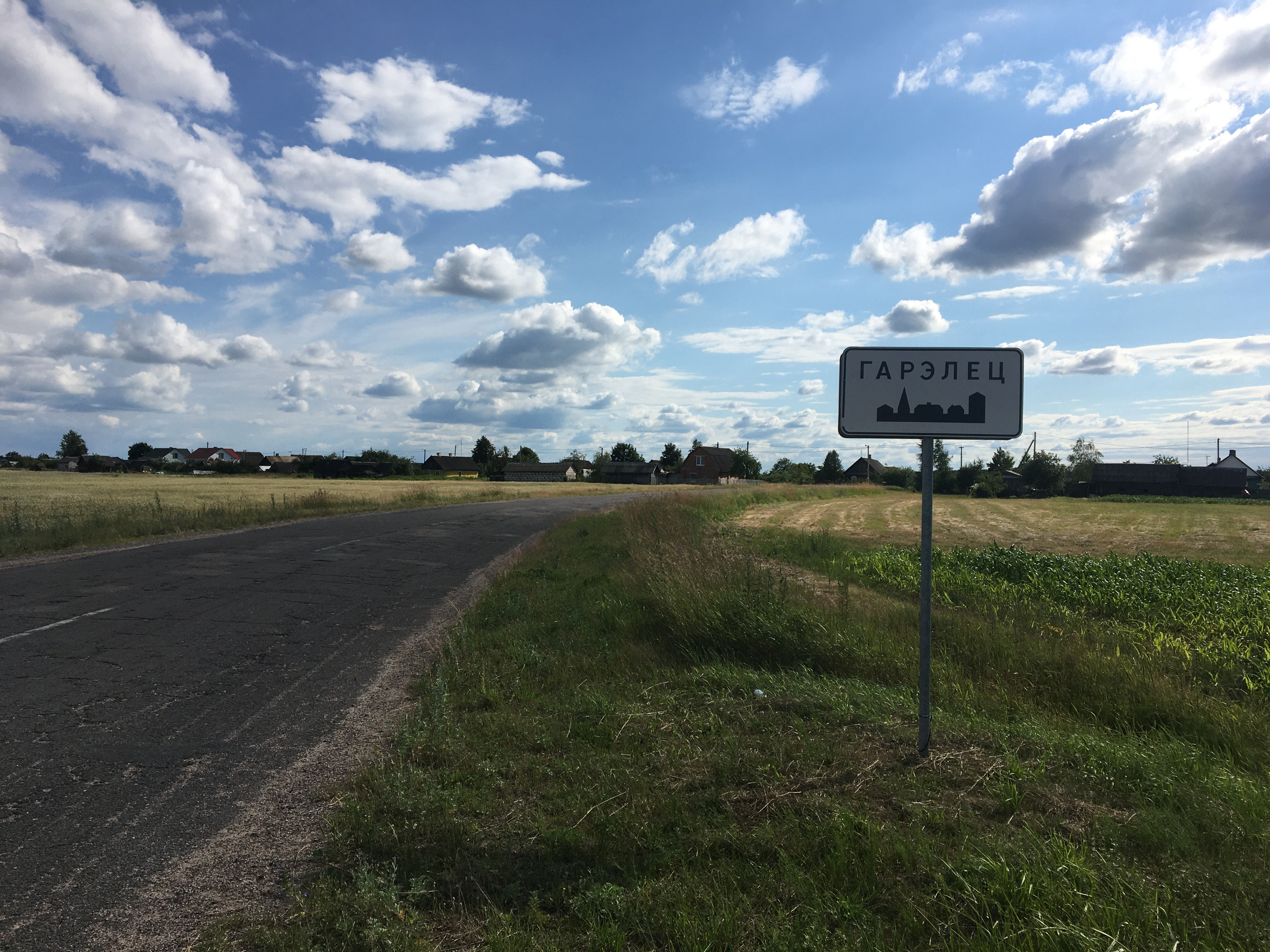
Въезд в Горелец
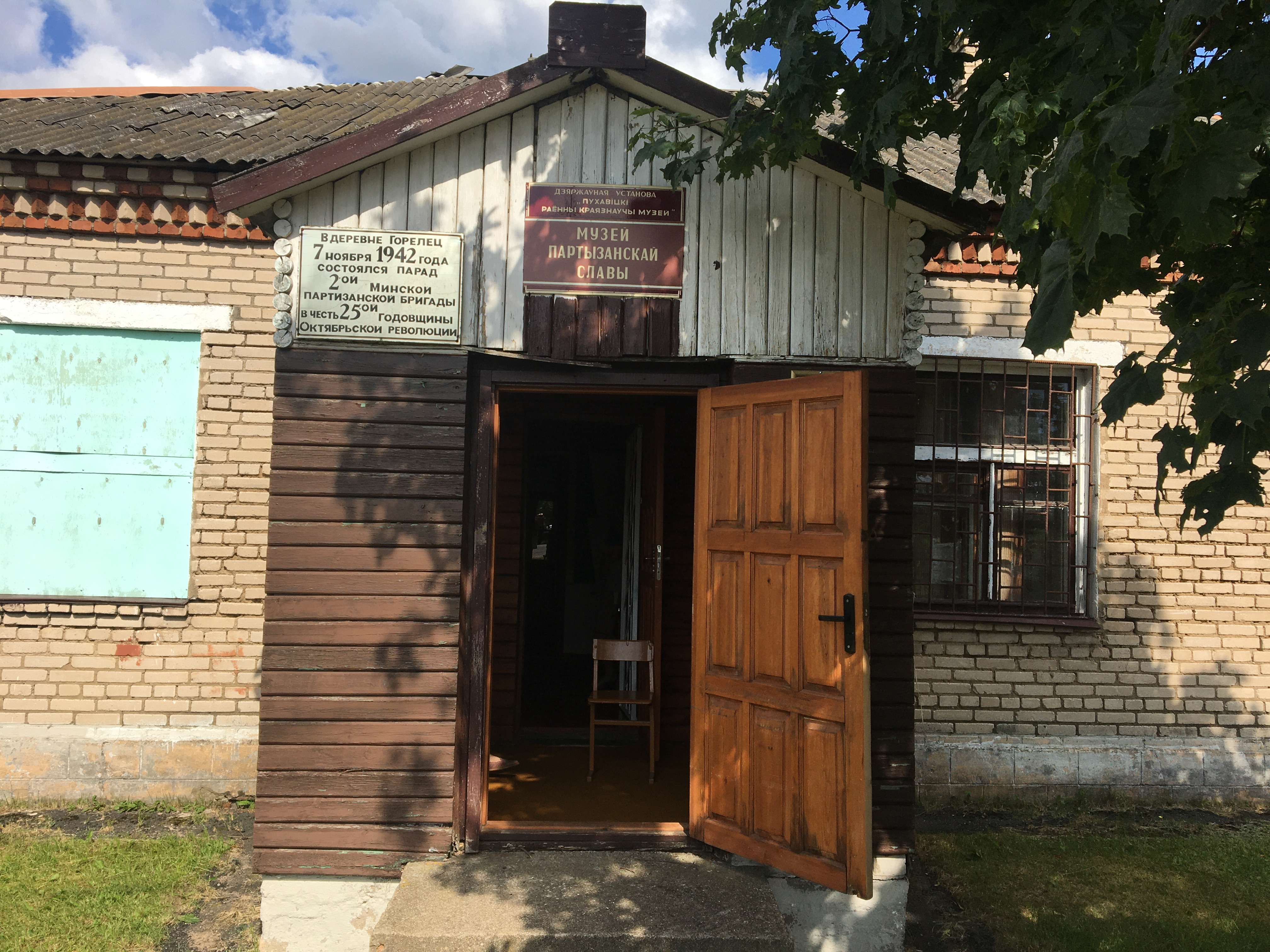
Музей «Партизанская Слава»

## Известные лица
- Михаил Николаевич Марушин (1920—2000) — математик.